# Liste jesidischer Stämme
Dies ist eine Liste jesidischer Stämme. Bei den Jesiden gibt es viele einzelne Stämme.

## Stämme
- Adiyan[1]
- Aldexî[1]
- Aldîn[1]
- Bajolan[2]
- Basidkî[1]
- Belesini[3]
- Bekira (oder Bekran)[1]
- Cefrî (oder Cefriyan)[2]
- Dasini[4]
- Dina[1]
- Dinayi[5]
- Dumilî[1]
- Elî Sorka[1]
- Hababa[6]
- Haliqi[7]
- Haskani[8]
- Haweri[9]
- Hekarî[1]
- Heraqî[1]
- Jiwana[10]
- Kelikan[2]
- Khaliti[3]
- Khorki[10]
- Korkorka[11]
- Mamûsî[1]
- Misûsanî[1]
- Mendikan[1]
- Mêrkan (auch Mihirkan oder Mehirkan)[12][1]
- Miskora (oder Musqora)[1]
- Nukrî[1]
- Pêdayî[1]
- Qaidi[1]
- Qîçkan[11]
- Qirani[10]
- Qirnayî[1]
- Qopani[3]
- Reshkan[3]
- Rûbaniştî
- Şehwanî[1]
- Şerqiyan[1]
- Şirqan[1]
- Shemikan[2]
- Simoqî[13]
- Usivan[1]
- Xaltî[14]
- Xetarî[1]
- Xifşan[1]

### Jesidische Stämme in Armenien und Georgien
Es gibt eine Vielzahl von jesidischen Stämmen in Armenien und Georgien. Die jesidischen Stämme in Armenien und Georgien sind für die Jesiden im Irak, in der Türkei und in Syrien unbekannt. Wiederum sind auch viele jesidische Stämme im Irak, in der Türkei und in Syrien, für die Jesiden in Armenien und Georgien unbekannt.
Stämme:
- Anqosî
- Baravî
- Dasinî
- Hesinî
- Khalitî
- Mamtajî
- Masekî
- Mehemdî
- Memreshî
- Mendikî
- Mendesorî
- Mîrangî
- Ortilî
- Rejefî
- Reshî
- Rozhkî
- Sîpkî
- Sherqî
- Shemsika
- Sturkî
- Zuqirî